# 鏡文學百萬影視小說大獎
鏡文學百萬影視小說大獎，是由鏡文學自2018年起所舉辦的台灣小說比賽。週期為每2年辦理1次，徵文題材沒有限制，創作者可自由發揮，舉凡愛情、動作、推理、奇幻、驚悚、科幻、寓言皆可，且得獎者可享有出版及影視化優先權。此比賽也簡稱為「百萬小說」。
2018年舉行第一屆，決審評審為小野 、王小棣、葉如芬、劉蔚然、駱以軍，首獎獎金是新臺幣100萬元，由裏右所著《綻放年代》獲得；評審獎獎金是新臺幣30萬元，由灰階所著《搶錯錢》獲得。
2020年舉行第二屆，決審評審為原子映象負責人劉蔚然、時報出版副總編輯嘉世強、鏡文學總經理暨總編輯董成瑜、《罪夢者》原創故事暨鏡文學內容籌製部總監陳昱俐、《通靈少女》製作人暨鏡文學內容籌製部總監劉瑜萱擔任，最終首獎由唐福睿《最刑島》（出版名稱：《八尺門的辯護人》）獲得；評審獎由吳威邑《蒼生惶惶惴惴不安》（出版名稱：《最後的魔術家族》）、楊鐵銘《借刀殺人中學》獲得。
2022年舉行第三屆，決審評審為原子映象創辦人劉蔚然、時報出版第四編輯部總編輯嘉世強、鏡文學總經理暨總編輯董成瑜、《罪夢者》原創故事暨《死了一個娛樂女記者之後》製作人、鏡文學內容籌製部總監陳昱俐，及《通靈少女》、《X！又是星期一》製作人暨鏡文學內容籌製部總監劉瑜萱。最終由顏瑜《套條子》獲得首獎；唐安然《公路上的蘇珊》獲得評審獎。
2024年舉行第四屆，評審獎獎金提高至新臺幣70萬元。

## 歷屆獲獎名單
| 獎項               | 得主                |
| ------------------ | ------------------- |
| 首獎（一百萬元）   | 《綻放年代》裏右 著 |
| 評審獎（三十萬元） | 《搶錯錢》灰階 著   |

| 獎項   | 得主                                                      |
| ------ | --------------------------------------------------------- |
| 首獎   | 《最刑島》唐福睿 著（後改名《八尺門的辯護人》）           |
| 評審獎 | 《蒼生惶惶惴惴不安》吳威邑 著（後改名《最後的魔術家族》） |
| 評審獎 | 《借刀殺人中學》楊鐵銘 著                                 |

| 獎項   | 得主                       |
| ------ | -------------------------- |
| 首獎   | 《套條子》顏瑜 著          |
| 評審獎 | 《公路上的蘇珊》 唐安然 著 |

| 獎項   | 得主                      |
| ------ | ------------------------- |
| 首獎   | 《海神》盧臆雯 著         |
| 評審獎 | 《光點消失之後》海德薇 著 |

#### 評審名單（依姓氏筆畫排序）
第一屆：小野 、王小棣、葉如芬、劉蔚然、駱以軍
第二屆：董成瑜、陳昱俐、嘉世強、劉蔚然、劉瑜萱
第三屆：董成瑜、陳昱俐、嘉世強、劉蔚然、劉瑜萱
第四屆：董成瑜、張惠菁、羅君涵、陳昱俐、嘉世強

## 外部連結
- 第二屆鏡文學百萬影視小說大獎 （页面存档备份，存于）
- 第三屆鏡文學百萬影視小說大獎徵件公告